# ハイレゾ (企業)
株式会社ハイレゾ（英: HIGHRESO Co., Ltd.）は、東京都新宿区に本社を置く、GPU事業および広告事業を行う企業。
日本最大級のGPU専用データセンターを石川県志賀町で運営し、IaaSモデルでクラウドサービス「GPUSOROBAN」を提供している。

## 沿革
- 2007年12月 - 現代表取締役社長の志倉喜幸により株式会社ハイレゾが設立[2]
- 2019年8月 - 石川県志賀町にGPU専用第1データセンターを開設
- 2022年
  - 3月 - 日経BP『スタートアップス 日本を再生させる答えがここにある』でハイレゾが「VC、CVCが選んだ92社」に選定[3]
  - 5月 - NVIDIAエリートパートナー認定[4]
  - 6月 - NVIDIA NPN Partner Award 2022「Best CSP Partner of the Year」を受賞[5]
  - 8月 - 石川県志賀町に国内最大規模のGPU専用第2データセンターを開設[6]
  - 9月 - ハイレゾ市ヶ谷オフィスを開設
  - 11月 - 北陸電力のデマンドレスポンスに参画[7]
- 2023年
  - 2月 - 本社を市ヶ谷に移転
  - 4月 - 経済産業省の「行政との連携実績のあるスタートアップ100選」に掲載[8]
  - 5月 - GPUSOROBANのユーザーコミュニティ「SOROFAN（ソロファン）」発足[9]
  - 5月 - ISMS国際標準規格「ISO27001,ISO27017」認証、プライバシーマーク（Pマーク）取得[10][11]
- 2024年
  - 12月 - 高松市データセンター開設

## 特徴

### GPU専用データセンター
石川県志賀町で第1データセンター、第2データセンターを運営しており、GPU枚数は日本最大規模の延べ10,000枚を稼働させている。志賀町の冷涼な気候と地震の起きにくい盤石な地盤により、エアコンを使わないことで省電力化と低コスト化を実現したGPU特化型データセンターを運営している。

### 脱炭素を目指すデータセンター運営
2019年に開設した第1データセンターは、エアコンを使用しないことで空調電力を90％削減し、電力使用効率を示すPUEは国内最高水準の1.1未満。2022年8月には第2データセンターを開設し、「違い棚屋根方式」の段差を用いた屋根によって廃熱効率を高め、消費電力をおさえることで温室効果ガス排出量を抑制している。また、2022年に北陸電力の再エネ電気メニュー「かがやきGREEN RE100」を採用し、脱炭素を推進している。

### NVIDIAエリートパートナー
NVIDIAパートナープログラムの最上位クラスとなる「NVIDIAエリートパートナー」に国内で初めて認定されたGPUクラウド事業者（CSP Compute分野）。また、NVIDIA NPN Partner Award 2022では「Best CSP Partner of the Year」を受賞。

### コラボレーションパートナー
販売パートナーとしてNTT PCコミュニケーションズ、PALTEK、CRESCO、事業パートナーとしてNVIDIA、北陸電力、共同研究の領域では東京理科大学イノベーション・キャピタル（TUSIC）など、さまざまなパートナーが参画。

## 事業内容

### GPU事業
- GPUクラウドサービス
  - GPUSOROBAN
- クラウドレンダリング
- データセンターコンサルティング